# Jüdische Gemeinde Phalsbourg
Eine Jüdische Gemeinde in Phalsbourg (deutsch Pfalzburg), einer französischen Stadt im Département Moselle in Lothringen, bestand seit dem 17. Jahrhundert.

## Geschichte
Unter dem König Ludwig XIV. wurden zwischen 1680 und 1691 zwei jüdischen Familien erlaubt, sich in Phalsbourg niederzulassen. 1702 waren es vier Familien, acht im Jahr 1747 und zwölf bereits im Jahr 1770.
Von 1807 bis 1920 war Phalsbourg Sitz eines Rabbinats, das auch für folgende jüdische Gemeinden zuständig war: Bourscheid, Lixheim, Metting, Mittelbronn, Sarrebourg und Schalbach. Die jüdische Gemeinde Phalsbourg gehörte von 1808 bis 1871 zum israelitischen Konsistorialbezirk Nancy, danach zum Konsistorialbezirk Metz. Von 1837 bis 1847 amtierte Lazare Isidor, der spätere Großrabbiner von Frankreich, als Rabbiner in Phalsbourg, und bewirkte 1839 mit Unterstützung des Rechtsanwalts und Politikers Adolphe Crémieux die Abschaffung des Judeneids.

## Nationalsozialistische Verfolgung
Während des Zweiten Weltkriegs wurden neun Gemeindemitglieder im Rahmen der Wagner-Bürckel-Aktion, die sich neben Baden und der Saarpfalz auch auf das Elsass und Lothringen erstreckte, deportiert und ermordet.

## Gemeindeentwicklung
| Jahr | Gemeindemitglieder |
| ---- | ------------------ |
| 1702 | 4 Familien         |
| 1747 | 8 Familien         |
| 1770 | 12 Familien        |
| 1880 | 159 Personen       |
| 1931 | 89 Personen        |
| 1970 | 48 Personen        |

## Synagoge

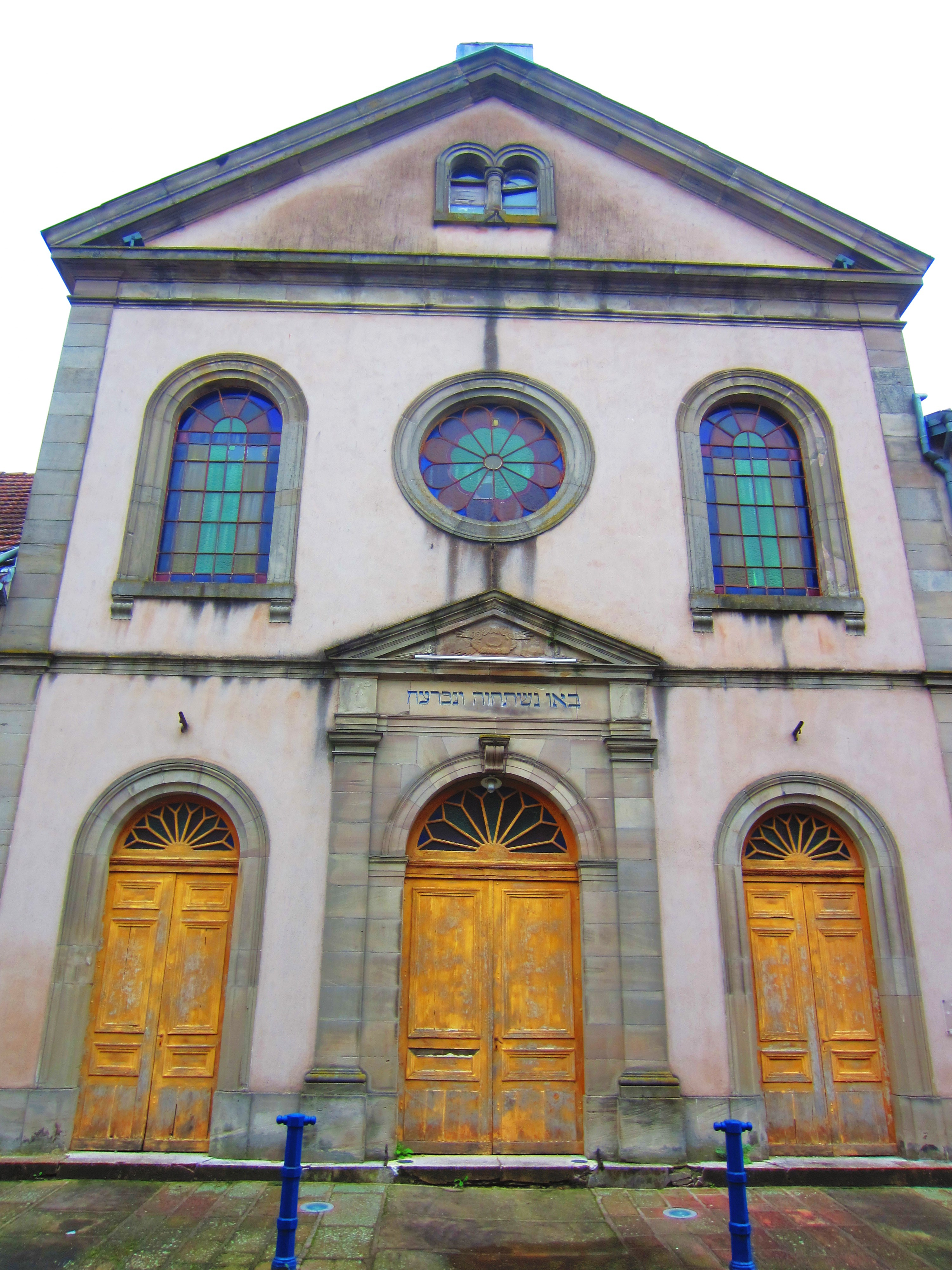
Synagoge In Phalsbourg

Die Synagoge wurde 1772 errichtet und nach ihrem Wiederaufbau am 10. September 1857 erneut eingeweiht. Heute kommt der Minjan mangels Mitgliedern nicht mehr zustande.

## Friedhof
Der jüdische Friedhof wurde 1796 errichtet.

## Rabbiner
Siehe auch: Rabbinat (Phalsbourg)
- Von 1822 bis 1837 Mayer Heymann
- Von 1837 bis 1847 Lazare Isidor, der später Großrabbiner von Frankreich wurde

## Persönlichkeiten
Folgende bekannte jüdische Persönlichkeiten kommen aus Phalsbourg:
- Die Brüder Calman-Lévy, Verleger
- Die Familien Weill et Lazard, Bankiers
- Mathilde Salomon, die erste Frau, die mit dem Ritterkreuz der Légion d’Honneur ausgezeichnet wurde